# Met Him Last Night
"Met Him Last Night" é uma canção da cantora norte-americana Demi Lovato, gravada para seu sétimo álbum de estúdio Dancing with the Devil... The Art of Starting Over (2021). Conta com a participação da cantora compatriota Ariana Grande. Foi lançada como quarto single do álbum em 1 de abril de 2021, através da Island Records, um dia antes do lançamento do álbum. A faixa foi escrita por Grande ao lado de Albert Stanaj, Tommy Brown e Courageous Xavier Herrera, e foi produzida por Brown e Xavi, com produção vocal de Mitch Allan. "Met Him Last Night" foi enviada para rádios mainstream estadunidenses em 13 de abril de 2021.

## Antecedentes
"Met Him Last Night" foi revelada como uma faixa do sétimo álbum de estúdio de Demi Lovato, Dancing With The Devil... The Art Of Starting Over, em março de 2021, com Lovato confirmando que foi uma adição tardia ao álbum, tendo sido gravada nas três semanas anteriores.
Depois que Lovato tocou para Ariana Grande algumas músicas do álbum então a ser lançado em 2019, Grande começou a escrever "Met Him Last Night" especificamente com a história de Lovato em mente, e Grande originalmente não queria aparecer na música, com Lovato revelando que "Ela estava tipo, 'Não, não, eu vou ser como um mistério, senhora da harmonia'. E eu disse 'Eu sinto que o mundo adoraria nos ouvir juntas, como se devêssemos fazer isso'. E ela disse, 'Tem certeza?' E eu disse, 'Sim'. E então ela adicionou seus vocais e, ela é [tão] talentosa, tão boa. Eu sou muito grata por ter uma amiga como ela".
Para Lovato, a canção é a "melhor representação" de um período de sua vida que ela afirma ter tocado em sua série documental Demi Lovato: Dancing with the Devil, que envolve "as quedas da recuperação" e que "às vezes você escorrega", presumivelmente referindo-se a um deslize que ela teve depois de uma "retirada intensiva de traumas de uma semana" devido a ligar para seu traficante na esperança de tentar "reescrever sua escolha de me violar".
A canção é uma continuação do single anterior de Lovato, "Dancing with the Devil", já que "Met Him Last Night" apresenta "Devil (Diabo)" como o personagem-título sedutor e antagonista que Lovato e Grande cantam sobre se encontrarem.

## Composição
"Met Him Last Night" foi descrita pela Billboard como "uma fantasia obscura e distorcida sobre relaxar com o diabo e descobrir que, bem, ele é um cara engraçado e descontraído que pode ser material de relacionamento", contendo a letra "Eu vi o diabo, sim, eu o conheci ontem à noite/ Uma conversa, agora ele está passando a noite," que uma "urgente" Lovato canta "em um dístico que claramente tem um significado muito mais profundo sobre flertar com o desastre."

## Recepção
Em resenhas de Dancing With The Devil... The Art Of Starting Over, "Met Him Last Night" foi referida pela NME como um "electro bop dark e atmosférico", e Neil McCormick do Telegraph destacou a canção como não apenas "um dueto sedutor em que o personagem-título sedutor é o Diabo" que "consegue reconhecer os perigos da alta vida e zombar deles ao mesmo tempo", mas que reflete a maneira como o álbum de Lovato como uma totalidade agradavelmente "consegue lidar com assuntos sérios sem descartar qualquer leveza, melodia, ritmos ágeis e ganchos cheios de açúcar de seu gênero pop."

## Histórico de lançamento
Um dia antes do lançamento do álbum, "Met Him Last Night" com Ariana Grande foi listado como um single separado nas páginas do Spotify. Ela será veiculada em rádios de sucesso contemporâneas nos Estados Unidos em 13 de abril de 2021.